# Alexa Niculae
Alexa (născută Alexandra Ana-Maria Niculae, n. 14 iunie 1985, București, România) este o cântăreață, textieră, actriță și prezentatoare română.

## Biografie

### Copilăria și începuturile în muzică
Alexa s-a născut în București și are o soră mai mică, Agatha. Încă din copilărie, interpreta și-a exprimat dorința de a lucra în domeniul divertismentului, dar nu se putea hotărî între muzică, teatru sau o altă artă. Urmărea musicalurile ce o aveau ca protagonistă pe Julie Andrews. Cântăreața a declarat că în momentul în care a văzut-o pe Madonna într-un concert la televizor, s-a decis să urmeze o carieră muzicală. A absolvit Facultatea de Jurnalism din cadrul Universității Hyperion din București, promoția 2004-2008.

## Carieră

### „Școala Vedetelor”
Alexa și-a făcut debutul muzical la începutul anului 2005 în cadrul emisiunii de la TVR 1 „Școala Vedetelor” - promoția a doua, concurenții lucrând cu Titus Munteanu, Marius Țeicu și Lusia Smetanina. Această ediție nu a beneficiat de succesul celei originale (din 1995), audienta fiind mai mică, deși se cânta live, „melodiile erau bune și artiștii nu mai puțin talentați”. Emisiunea s-a încheiat pe 22 iunie 2005, dar a beneficiat de o continuare în grila de toamnă a postului național de televiziune, în care participanții aveau invitat câte o figură publică din România. Concurenții au susținut recitaluri în cadrul festivalurilor Callatis și Mamaia din 2005, iar în 2006 Alexa a participat la secțiunea de interpretare a festivalului din Mamaia cu piesa „Dincolo de noapte e zi” aparținând Nicolei.

### Megastar
Alexa a participat la prima ediție a emisiunii-concurs Megastar difuzată la Prima TV din 14 octombrie 2006. Interpreta a trecut de preselecțiile regionale, ajungând în concursul propriu-zis alături de alți unsprezece concurenți. La ediția difuzată înainte de Crăciun, Alexa a cântat împreună cu Cătălin Josan piesa „Let It Snow”, interpretarea lor fiind apreciată de juriu. Cântăreața a ajuns până la penultima ediție, fiind apoi eliminată, în finală rămânând Cătălin Josan și Andreea Rapcea. Concursul a fost câștigat de interpretul din Republica Moldova la data de 29 aprilie 2007. Pe parcursul emisiunii, Alexa a beneficiat de o schimbare de stil vestimentar și a primit cele mai multe linii de 10 din partea juriului. Virgil Ianțu a numit-o ulterior „unul din copii talentați ai seriei trecute”.

#### Piese interpretate
| Ediția                           | Melodia interpretată                                     | Artistul original                   | Tema (dacă a existat) | Rezultatul                      |
| -------------------------------- | -------------------------------------------------------- | ----------------------------------- | --------------------- | ------------------------------- |
| Calificări - Etapa din București | „Man I Feel Like a Woman”                                | Shania Twain                        | -                     | Calificat în semifinale         |
| Semifinale                       | „Breakaway”                                              | Kelly Clarkson                      | -                     | Calificat în finale             |
| Finala 1                         | „Waterloo”                                               | ABBA                                | Eurovision            | Calificat (în următoarea etapă) |
| Finala 2                         | „Irrepleceable”                                          | Beyoncé                             | Anii 200-2007         | Calificat                       |
| Finala 3                         | „It's Raining Man”                                       | The Weather Girls                   | Disco                 | Calificat                       |
| Finala 4                         | „How Do I Live”                                          | LeAnn Rimes                         | Piese la alegere      | Calificat                       |
| Finala 5                         | „Mărioară de la Gorj”                                    | Maria Tănase                        | Piese românești       | Calificat                       |
| Finala 6                         | „No me ensenaste”                                        | Thalia                              | Latino                | Calificat                       |
| Finala 7                         | „Cabaret”                                                | Liza Minelli                        | Musical               | Calificat                       |
| Finala 8                         | „You're the One that I Want”                             | Olivia Newton John și John Travolta | Duet cu un artist     | Calificat                       |
| Finala 9                         | „Get the Party Started”                                  | Pink                                | Piese la alegere      | Calificat                       |
| Finala 10                        | „Paid My Dues” „I Wish I Was a Punkrocker” „Don't Speak” | Anastacia Sandi Thom No Doubt       | Piese la alegere      | Eliminat                        |

### Câștigarea selecției naționale pentru Eurovision și alte participări.
Niculae a participat la Selecția națională pentru Concursul Muzical Eurovision 2009, ajungând în semifinale cu două piese. Interpreta a concurat în prima semifinală desfășurată pe 27 ianuarie 2009 cu „A Girl Like Me” care a acumulat 15 puncte în urma voturilor, clasându-se pe locul 8. Piesa a fost compusă de echipa Play & Win (Radu Bolfea, Marcel Botezan, Sebastian Barac), textul fiind scris de Niculae. Cântăreața a descris momentul scenic ce a însoțit interpretarea acestei piese ca fiind unul „artistico-teatral”. Cea de-a doua semifinală a avut loc pe 29 ianuarie 2009, Niculae participând cu „One Last Night”, piesă compusă de Cornel Ilie de la formația Vank. Niculae a recreat pe scenă atmosfera retro din concursurile Eurovision din anii '50-'60. Cântecul s-a clasat pe locul 9, acumulând în total 9 puncte. Niciuna din piese nu s-a calificat în finala de pe 31 ianuarie 2009. Niculae a declarat despre acest lucru: „Participarea la Eurovision m-a ajutat să fiu privit altfel decât înainte, mi-a dat mai multă încredere în ce pot sa fac și m-a făcut conștientă de niște lucruri pe care pe viitor am să încerc să le fac mai bine, și aici mă refer la organizare.”
Cântăreața a participat la preselecția pentru Eurovision 2010 cu piesa „Baby”, compusă de Mihai Alexandru. Inițial, aceasta a fost interpretată de Maria Sanchez, însă juriul a cerut schimbarea solistei, compozitorul alegând-o pe Niculae. Finala selecției naționale s-a desfășurat pe 6 martie 2010, interpreta obținând locul 9.
În 2013 și 2014 , continuă colaborarea cu Mihai Alexandru în calitate de textier pentru piesele "What is love "și "Letting go" interpretată de Renee Santana, nepoata legendarului artist Santana. În 2015, revine ca solistă în finala națională Eurovision alături de cunoscutul cântăreț Aurelian Temisan cu piesa "Chica Latina" unde se clasează tot pe locul 9.
În 2017, câștigă Selecția Națională de data aceasta în calitate de textier în  colaborare cu Mihai Alexandru cu piesa "Yodle it" interpretată de Ilinca și Alex Florea. Piesa câștigă detașat cu punctaj maxim de la juriu și cel mai mare număr de voturi iar în luna mai urmează a reprezenta România la selecția internațională Eurovision care a avut loc în Kiev , Ucraina. . Piesa "Yodel it" reușește să se claseze pe locul 5 la votul publicului, fiind votată în număr mare de Australia și  Irlanda , terminând competiția pe locul 7 per total, reprezentând cea mai bună revenire a României în top 10 din ultimii 7 ani.
2019 o readuce pe Alexa înapoi în SN  tot în calitate de textier pentru piesa " Dear Father" interpretată de Laura Bretan , soprana adolescentă , câștigătoare a emisiunii "României au talent" și finalista "America's got talent." Piesa este primită cu mare succes de public și presa română și  chiar internațională fiind considerată cea mai potrivită piesă și interpretă să reprezinte România la etapa internațională Eurovision dar calificându-se pe locul 2 în Selecție   în urma votului controversat al juriului străin.

### Televiziune
Niculae a lucrat din 2008 până în 2012 ca VJ la postul muzical KISS TV.
Din 2012 până în 2015, este reporterul oficial al tuturor posturilor de radio din trustul Sbs Broadcasting Romania (Kiss fm, Magic Fm, Rock fm, One fm).
Pe 27 aprilie 2010 Niculae a prezentat finala concursului internațional de muzică rock „The Global Battle of the Bands” organizată în Londra la The Scala, din juriu făcând parte Glen Madlock de la formația The Sex Pistols. . A revenit doi ani mai târziu tot ca prezentatoare a concursului în Londra.
Din 2012, Alexa primește șansa de a face parte din cea mai celebră emisiune de satiră din România "Cronica Cârcotașilor" unde prezintă rubrica "Vocea poporului".
În 2015, este invitată să fie reporterul special al competiției internaționale aviatice "Air Race 1" care are loc lângă Barcelona, Spania.
Musical " We Will Rock you", lansări de piese și alte proiecte artistice.
Tot în 2008, a participat în turneul celor de la Simplu, „Istoria dansului”, alături de Kamelia, fosta colegă de la Megastar, ca voci secundare. Interpreta a declarat că a fost cooptată de membri formației după ce a cântat cu Smiley „Dracula My Love”, piesa cu care au participat alături de Andra la selecția națională Eurovision din 2007. În 2009, Niculae a înregistrat piesa „Lacrimi” pentru albumul celor de la Akcent, Fără lacrimi.
În 2011, Alexa lansează single-ul "Moving on" urmând ca în 2016 să revină în colaborare cu artistul turc Serkan cu single-ul "Imdat", lansat cu Cat Music production. Piesa a fost în  difuzare în Turcia, Albania și Austria.
În octombrie 2017, se alătură echipei fundației Cartierul de dans și produce alături de copii Școlii Ferdinand din București piesa de dans și muzică "Cine sunt eu".
Tot din 2017, obține rolul principal, cel al prințesei Anna în musicalul "Frozen- Regatul Înghețat", adaptarea filmului "Frozen" produs de Disney urmând să aibă reprezentații în orașele  mari din România.
În 2019, intră în distribuția musicalului "We will rock you" , musicalul bazat pe muzica trupei legendare Queen sub regia bine cunoscutului regizor și dansator Răzvan Mazilu. Aici interpretează dublu rol de Boema Katy Perry și fata Gaga. Premiera spectacolului are loc cu mare succes la Sala Palatului în aprilie 2019 , spectacolele jucându-se cu casa închisă.

## Legături  externe
- Blog oficial